# Palabra más larga en turco
Como lenguaje aglutinante, el turco permite la construcción de palabras agregando muchos sufijos a una raíz de palabra. La palabra más larga en el idioma turco que se usa en un texto es "muvaffakiyetsizleştiricileştiriveremeyebileceklerimizdenmişsinizcesine" que tiene 70 letras. Se deriva del sustantivo "muvaffakiyet" (éxito) y significa, como si usted fuera de aquellos a quienes no podemos convertir fácilmente en un creador de los que no tienen éxito. Fue utilizado en una historia artificial diseñada para usar esta palabra.
Sin considerar los sufijos, las palabras más largas del diccionario turco tienen 20 letras: Estas son "kuyruksallayangiller" (el género biológico Motacillidae), "ademimerkeziyetçilik" (descentralización) y "elektroensefalografi" (electroencefalografía).  En comparación, la palabra "muvaffakiyet" tiene 12 letras, por lo que debería ser posible usar varios otros sufijos para formar una palabra aún más larga a partir de estos.
No hay una razón gramatical basada en principios para no poder hacer que una palabra turca sea indefinidamente larga, ya que hay sufijos que pueden actuar recursivamente en una raíz de palabra.  En la práctica, sin embargo, tales palabras se volverían ininteligibles después de unos pocos ciclos de recursión.

## Gramática
La gramática turca es altamente aglutinante, lo que permite la construcción de palabras al encadenar varios morfemas. En teoría, es posible que algunas palabras se inflen un número infinito de veces, porque ciertos sufijos generan palabras del mismo tipo que la palabra madre, de modo que la nueva palabra se puede modificar de nuevo con el mismo sufijo(s). Un ejemplo para tal patrón recursivo es
```
ev-de-ki-nin-ki-ler-de-ki . . .
Casa-
LOC
-REL-
POS3s
-
REL
-
PLU
-
LOC
-
REL
 . .
...la una de la una en la una de la casa.
```

Por lo tanto, los sufijos de caso y posesivos intercalados con el sufijo -ki- se pueden agregar indefinidamente a un sustantivo, aunque en la práctica esto no se observaría más de unas pocas veces.
El morfema causativo también se puede usar recursivamente para generar palabras indefinidamente largas que son gramaticalmente válidas.  Este morfema muestra bastante irregularidad, tomando una de seis formas dependiendo de la raíz del verbo.  De lo contrario, alterna entre -DIr (D = d o t, I = ı, i, u o ü) y -t dependiendo de la letra anterior.
```
piş-ir-di-ler = lo cocinaron
piş-ir-t-ti-ler = hicieron que se cocinara (lo tenían cocido)
piş-ir-t-tir-di-ler = causaron que se cocinara (hicieron que alguien lo hiciera)
piş-ir-t-tir-t-ti-ler = causaron que se causara la cocción (hicieron que alguien hiciera cocer a alguien)
piş-ir-t-tir-t-tir-di-ler = causaron que se causara que se causara la cocción (hicieron que alguien haga que alguien la cocine)
```

El uso múltiple de este sufijo es raro, pero no hay ninguna razón teórica para poner un límite a su uso.
El trabalenguas "Çekoslovakyalılaştıramadıklarımızdan mısınız" a menudo se dice que es la palabra más larga en turco, a pesar de que en forma escrita parece ser dos palabras separadas. Esto se debe a que la pregunta partícula mi está, por convención, separada del verbo, a pesar de que se la considera parte de ella. Significa " ¿Eres una de esas personas a las que no pudimos convertir en checoslovacos?" Una ligera modificación " Çekoslovakyalılaştıramadıklarımızdanmışsınız " (43 letras) (se dice que eres uno de los que no pudimos hacer de Checoslovaquia) es sin embargo más largo y no contiene partícula de la pregunta, se escribe de forma contigua.
Después de la disolución de Checoslovaquia, "Afyonkarahisarlılaştırabildiklerimizdenmişsinizcesine" (53 letras) a menudo se decía que era la palabra más larga en turco. Significa "Como si usted fuera una de las personas que creamos que se originó en Afyonkarahisar". Después de la publicación de palabras más largas en los medios populares, perdió su popularidad.

### Muvaffakiyetsizleştiricileştiriveremeyebileceklerimizdenmişsinizcesine
La palabra "Muvaffakiyetsizleştiricileştiriveremeyebileceklerimizdenmişsinizcesine" (70 letras) estuvo propuesto por Koksal Karakus como la palabra más larga en turco. Su uso está ilustrado por la situación de a continuación:

Kötü amaçların güdüldüğü bir öğretmen okulundayız. Yetiştirilen öğretmenlere öğrencileri nasıl muvaffakiyetsizleştirecekleri öğretiliyor. Yani öğretmenler birer muvaffakiyetsizleştirici olarak yetiştiriliyorlar. Fakat öğretmenlerden biri muvaffakiyetsizleştirici olmayı, yani muvaffakiyetsizleştiricileştirilmeyi reddediyor, bu konuda ileri geri konuşuyor. Bütün öğretmenleri kolayca muvaffakiyetsizleştiricileştiriverebileceğini sanan okul müdürü bu duruma sinirleniyor, ve söz konusu öğretmeni makamına çağırıp ona diyor ki: "Muvaffakiyetsizleştiricileştiriveremeyebileceklerimizdenmişsinizcesine laflar ediyormuşsunuz ha?"
Somos en unos profesores' entrenando escolares aquello tiene propósitos de mal. Los profesores quiénes están siendo educados en aquella escuela está siendo enseñada cómo para hacer unsuccessful unos de estudiantes. Tan, uno por uno, los profesores están siendo educados como fabricantes de unsuccessful unos. Aun así, uno de aquellos profesores rechaza ser fabricante de unsuccessful unos, en otras palabras,, para ser hechos un fabricante de unsuccessful unos;  habla aproximadamente y critica la posición de la escuela en el asunto. El headmaster quién piensa que cada profesor puede ser hecho fácilmente/deprisa a un fabricante de unsuccessful unos se enfada. Invita el profesor a su habitación y dice " estás hablando como si  eras uno  de aquellos  podemos no fácilmente/deprisa convertir en un fabricante de unsuccessful unos, bien?"

| Turco                                                                  | Español |
| ---------------------------------------------------------------------- | --- |
| Muvaffak                                                               | Exitoso |
| Muvaffakiyet                                                           | Éxito ('exitoso') |
| Muvaffakiyetsiz                                                        | Un éxito ('sin éxito') |
| Muvaffakiyetsizleş(-mek)                                               | (Para) fracasar |
| Muvaffakiyetsizleştir(-mek)                                            | (Para) hacer uno sin éxito |
| Muvaffakiyetsizleştirici                                               | Creador de los fallidos. |
| Muvaffakiyetsizleştiricileş(-mek)                                      | (Para) convertirse en un fabricante de fracasados                                                                                    |
| Muvaffakiyetsizleştiricileştir(-mek)                                   | (Para) hacer uno un fabricante de los fracasados                                                                                     |
| Muvaffakiyetsizleştiricileştiriver(-mek)                               | (Para) hacer de forma fácil / rápida uno de los que fracasan                                                                         |
| Muvaffakiyetsizleştiricileştiriverebil(-mek)                           | (Para) poder hacer uno fácil / rápidamente un creador de los que no tienen éxito                                                     |
| Muvaffakiyetsizleştiricileştiriveremeyebil(-mek)                       | No (para) ser capaz de hacer fácilmente / rápidamente a un fabricante de los que no tienen éxito                                     |
| Muvaffakiyetsizleştiricileştiriveremeyebilecek                         | (El / ella que) no podrá hacer de forma fácil / rápida un fabricante de los que no tienen éxito                                      |
| Muvaffakiyetsizleştiricileştiriveremeyebilecekler                      | Aquellos que no podrán hacer uno fácil / rápidamente un fabricante de los que no tienen éxito                                        |
| Muvaffakiyetsizleştiricileştiriveremeyebileceklerimiz                  | Aquellos a los que no podremos hacer fácil / rápidamente un fabricante de los que no tienen éxito.                                   |
| Muvaffakiyetsizleştiricileştiriveremeyebileceklerimizden               | Entre / De aquellos a quienes no podremos fácilmente / rápidamente hacer un fabricante de los que no tienen éxito                    |
| Muvaffakiyetsizleştiricileştiriveremeyebileceklerimizdenmiş            | (Él / ella) ha sido de entre aquellos a quienes no podremos fácilmente / rápidamente hacer un fabricante de los que no tienen éxito  |
| Muvaffakiyetsizleştiricileştiriveremeyebileceklerimizdenmişsiniz       | Resulta que usted es de aquellos a quienes no podremos hacer fácil y rápidamente un fabricante de los que no tienen éxito.           |
| Muvaffakiyetsizleştiricileştiriveremeyebileceklerimizdenmişsinizcesine | Como si usted hubiera sido de aquellos a quienes no podremos hacer fácilmente / rápidamente un fabricante de los que no tienen éxito |